# Platymaia rebierei
Platymaia rebierei is een krabbensoort uit de familie van de Inachidae. De wetenschappelijke naam van de soort is voor het eerst geldig gepubliceerd in 1986 door Guinot & Richer de Forges.